# Неофит Урбински
Неофит Урбински ( груз. ნეოფიტე_ურბნელი, рођ. Омар; у. 642) је православни светитељ.
Био је персијског порекла и по рођењу је добио име Омар. Живео је у 7. веку, био је војни заповедник под Емиром Ахмадом и, по његовом наређењу, предузео је поход на грузијско краљевство. Након што су опустошили Велику долину Лиахви, два команданта Ахмада, Омар и Бурули, ујединила су се код Мцхете. Затим, на ушћу реке Кура (Мтквари) у Арагви, у близини села Тсикхадиди, његови војници су покушали да пређу реку код стена Сарникети да би прешли на другу обалу и уништили групу пећина; међутим, пошто су ушли у Куру, никада нису могли да је пређу. Када су заробљене Сарникетанце питали шта се ту налази, одговорили су да на овом месту живе монаси из манастира Шио Мгвимски, који су били прости слуге Божије.
Ова прича је веома изненадила команданте муслиманске војске, који су наводно одлучили да о свему обавесте Ахмада. Био је изненађен снагом монаха и послао им је Омара са златом, тражећи од њих да се моле за њега. Ушавши у Сарникети, Омар је монасима послао гласника, наређујући му да га обавести да долази са даровима и да не тражи рат. Дошавши на капију манастира, Омар је, наводно, видео многе бестелесне сенке и старца како шири светлост међу њима, који су му се чинили као анђели; Схвативши да су сенке монаси, а старешина игуман манастира, испричао је монасима своје виђење и заветовао се да ће се и сам замонашити у манастиру. Оставивши свој положај, поседе, моћ и богатство, отишао је у манастир Шио-Мгвим и ту се настанио. Крстио се заједно са двојицом својих робова, узео име Неофит као монах и назвао себе Христовим робом. Због његове посвећености посту и молитви, постављен је за епископа.
Према житију, Зороастријанци су одлучили да убију Персијанца који је проповедао хришћанство, и напали су га док се молио сам у својој келији. Знајући да Неофит жели да пострада на исти начин као Стефан Првомученик, каменовали су га до смрти.
Православна црква помиње светог Неофита 28. октобра (10. новембра).